# Терсді Октобер Крістіан
Терсді Октобер Крістіан (англ. Thursday October Christian; 7 жовтня 1790, Піткерн — 21 жовтня 1831, Таїті) — син Флетчера Крістіана, керівника заколоту на «Баунті». Був першим сином Крістіана та першою дитиною, народженою на острові Піткерн від шлюбу англійських матросів та таїтянок.

## Біографія
Терсді Октобер був першим з трьох дітей Флетчера Крістіана та його дружини-таїтянки Маїміті. Точно не відомо, чому Флетчер назвав свою першу дитину ім'ям дня та місяця замість християнського імені. Серед припущень вказують на можливу дату його народження у жовтні 1790 року або дату, коли повстанці відкрили Піткерн 25 жовтня 1789 року. Припускаючи що його ім'я означало день народження, англійські моряки називали його Фрайді Октобер (П'ятниця Жовтень), оскільки острів Піткерн знаходився поза міжнародною лінією зміни дати і таким чином календар місцевих жителів мав помилку на один день.
Перша зустріч молодого чоловіка з європейцями відбулася 17 вересня 1814 року, коли два англійські фрегати зупинилися біля острову Піткерн. На борт піднялися два молодих чоловіка — один з них Терсді Октобер Крістіан. Він повідомив, що був сином відомого Флетчера Крістіана з бунтівного корабля «Баунті». Хоча Терсді Октобер був дитиною змішаного шлюбу, у його рисах легко впізнавалися англійські риси обличчя і він вільно говорив англійською мовою. У той час, коли британські кораблі відвідували острів молодий чоловік був одружений з удовою одного з померлих заколотників, значно старшої від нього. У наступному шлюбі у Терсді Октобера народилося семеро дітей, останнього з котрих він теж назвав Терсді Октобер ІІ (1820—1911).
З часом Терсді Октобер став на чолі колонії після смерті останнього з матросів Баунті Джона Адамса. Коли острів Піткерн перейшов у володіння Великої Британії, виникли побоювання, що на острові жило значно більше людей, ніж він міг забезпечити продовольством. У 1831 році уряд Великої Британії переселив значну частину мешканців до острова Таїті, на батьківщину матері Терсді Октобера, однак після переселення там спалахнула епідемія місцевих хвороб, від котрої помер кожен п'ятий переселенець з Піткерну, у їх числі також і Терсді Октобер Крістіан.